# 薩爾瓦托雷·馬塞洛
薩爾瓦托雷·馬塞洛（義大利語：Salvatore Masiello；1982年1月31日—）是一位意大利足球運動員。在場上的位置是左後衛。他現在效力於意大利足球甲級聯賽球隊都靈足球俱樂部。他也曾效力巴里足球俱樂部。